# Compsobuthus longipalpis
Espèce
Compsobuthus longipalpis est une espèce de scorpions de la famille des Buthidae.

## Distribution
Cette espèce se rencontre en Israël, en Syrie, en Jordanie, en Arabie saoudite et en Égypte au Sinaï.

## Description
Compsobuthus longipalpis mesure de 40 à 50 mm.

## Publication originale
- Levy, Amitai & Shulov, 1973 : « New scorpions from Israel, Jordan and Arabia. » Zoological Journal of the Linnean Society, vol. 52, no 2, p. 113-140.